# Kilian Fischhuber
Kilian Fischhuber, né le 520202 à Waidhofen an der Ybbs, est un grimpeur professionnel autrichien. Il est spécialisé dans l'escalade de bloc et participe aux championnats et à la coupe du monde d'escalade. Il a notamment remporté la médaille d'or du classement général de la coupe du monde en 2005, 2007, 2008, 2009 et 2011.

## Biographie
Kilian Fischhuber commence l'escalade en à l'âge de 11 ans dans une salle de gymnastique à Waidhofen. Au début, il ne pratique l'escalade qu'en intérieur, mais rapidement il découvre l'escalade en milieu naturel et se prend de passion pour ce sport. Dès 1995, il commence la compétition en catégorie Junior. De 1997 à 2001, il participe à la coupe d'Europe Junior de difficulté et se classe plusieurs fois sur le podium. Il participe aussi aux championnats du monde Junior de difficulté et fini notamment 3e à Courmayeur en Italie en 1999 et 2e à Imst en Autriche en 2001. En 1999, l'escalade de bloc fait son entrée dans les compétitions et Kilian participe directement à cette nouvelle discipline.
Jusqu'en 2003, Kilian continue la compétition en difficulté et en bloc, mais bien qu'il soit régulièrement classé parmi les vingt premiers, il ne parvient pas à monter sur le podium, finissant même 4e lors de l'étape de la coupe du monde de bloc à Fiera di Primiero en Italie en 2002. En septembre 2003, il obtient finalement son premier podium en finissant 3e lors de la coupe du monde de bloc à Rovereto en Italie. Puis en avril 2004 il remporte sa première compétition de bloc à Erlangen en Allemagne.
Dès lors, il reste en tête des compétitions de bloc et se classe presque systématiquement dans les cinq premiers à chaque étape, ce qui lui permet de finir 2e au classement général de la coupe du monde en 2004, 2006 et 2010 et 1er en 2005, 2007, 2008, 2009 et 2011. Il est d'ailleurs le grimpeur le plus titré en bloc grâce à ses cinq victoires.
Il est en couple avec Anna Stöhr, un autre membre de l'équipe nationale d'escalade d'Autriche,,.

## Ascensions remarquables
- Action directe (9a), Frankenjura,  Allemagne, le 25 septembre 2006[18]
- Underground (8c+/9a), Arco,  Italie, le 11 mai 2005[19]

## Palmarès
| Année | Lieu                | Compétitions                     | Médaille                         |
| ----- | ------------------- | -------------------------------- | -------------------------------- |
| 1997  | Bern, Suisse        | Championnats d'Europe d'escalade | Médaille de bronze en difficulté |
| 1998  | Imst, Autriche      | Championnats d'Europe d'escalade | Médaille de bronze en difficulté |
| 1999  | Imst, Autriche      | Championnats d'Europe d'escalade | Médaille de bronze en difficulté |
| 1999  | Courmayeur, Italie  | Championnats du monde d'escalade | Médaille de bronze en difficulté |
| 1999  | Albertville, France | Championnats d'Europe d'escalade | Médaille de bronze en difficulté |
| 2000  | Imst, Autriche      | Championnats d'Europe d'escalade | Médaille de bronze en difficulté |
| 2001  | Imst, Autriche      | Championnats du monde d'escalade | Médaille d'argent en difficulté  |

| Année | Lieu                      | Compétitions                     | Médaille                   |
| ----- | ------------------------- | -------------------------------- | -------------------------- |
| 2003  | Rovereto, Italie          | Coupe du monde d'escalade        | Médaille de bronze en bloc |
| 2004  | Birmingham, Royaume-Uni   | Coupe du monde d'escalade        | Médaille d'argent en bloc  |
| 2004  | Erlangen, Allemagne       | Coupe du monde d'escalade        | Médaille d'or en bloc      |
| 2004  | Fiera di Primiero, Italie | Coupe du monde d'escalade        | Médaille d'or en bloc      |
| 2005  | Moscou, Russie            | Coupe du monde d'escalade        | Médaille de bronze en bloc |
| 2005  | Fiera di Primiero, Italie | Coupe du monde d'escalade        | Médaille d'argent en bloc  |
| 2005  | Munich, Allemagne         | Championnats du monde d'escalade | Médaille d'argent en bloc  |
| 2005  | Firminy, France           | Coupe du monde d'escalade        | Médaille de bronze en bloc |
| 2006  | Birmingham, Royaume-Uni   | Coupe du monde d'escalade        | Médaille d'argent en bloc  |
| 2006  | Veliko Tarnovo, Bulgarie  | Coupe du monde d'escalade        | Médaille d'or en bloc      |
| 2006  | Grindelwald, Suisse       | Coupe du monde d'escalade        | Médaille de bronze en bloc |
| 2006  | Fiera di Primiero, Italie | Coupe du monde d'escalade        | Médaille d'argent en bloc  |
| 2006  | Hall, Autriche            | Coupe du monde d'escalade        | Médaille de bronze en bloc |
| 2006  | Moscou, Russie            | Coupe du monde d'escalade        | Médaille d'or en bloc      |
| 2007  | Erlangen, Allemagne       | Coupe du monde d'escalade        | Médaille d'argent en bloc  |
| 2007  | Sofia, Bulgarie           | Coupe du monde d'escalade        | Médaille de bronze en bloc |
| 2007  | Hall, Autriche            | Coupe du monde d'escalade        | Médaille d'or en bloc      |
| 2007  | Grindelwald, Suisse       | Coupe du monde d'escalade        | Médaille d'or en bloc      |
| 2007  | Brno, République tchèque  | Coupe du monde d'escalade        | Médaille d'argent en bloc  |
| 2008  | Hall, Autriche            | Coupe du monde d'escalade        | Médaille d'or en bloc      |
| 2008  | La Réunion, France        | Coupe du monde d'escalade        | Médaille d'argent en bloc  |
| 2008  | Grindelwald, Suisse       | Coupe du monde d'escalade        | Médaille d'argent en bloc  |
| 2008  | Vail, États-Unis          | Coupe du monde d'escalade        | Médaille d'or en bloc      |
| 2008  | Fiera di Primiero, Italie | Coupe du monde d'escalade        | Médaille d'argent en bloc  |
| 2008  | Paris, France             | Championnats d'Europe d'escalade | Médaille d'argent en bloc  |
| 2008  | Moscou, Russie            | Coupe du monde d'escalade        | Médaille d'argent en bloc  |
| 2009  | Hall, Autriche            | Coupe du monde d'escalade        | Médaille d'or en bloc      |
| 2009  | Vienne, Autriche          | Coupe du monde d'escalade        | Médaille de bronze en bloc |
| 2009  | Vail, États-Unis          | Coupe du monde d'escalade        | Médaille de bronze en bloc |
| 2009  | Eindhoven, Pays-Bas       | Coupe du monde d'escalade        | Médaille d'or en bloc      |
| 2010  | Greifensee, Suisse        | Coupe du monde d'escalade        | Médaille d'or en bloc      |
| 2010  | Vienne, Autriche          | Coupe du monde d'escalade        | Médaille d'or en bloc      |
| 2010  | Vail, États-Unis          | Coupe du monde d'escalade        | Médaille de bronze en bloc |
| 2010  | Moscou, Russie            | Coupe du monde d'escalade        | Médaille de bronze en bloc |
| 2010  | Eindhoven, Pays-Bas       | Coupe du monde d'escalade        | Médaille de bronze en bloc |
| 2010  | Imst, Autriche            | Championnats d'Europe d'escalade | Médaille de bronze en bloc |
| 2011  | Milan, Italie             | Coupe du monde d'escalade        | Médaille d'or en bloc      |
| 2011  | Log-Dragomer, Slovénie    | Coupe du monde d'escalade        | Médaille de bronze en bloc |
| 2011  | Vail, États-Unis          | Coupe du monde d'escalade        | Médaille d'or en bloc      |
| 2011  | Eindhoven, Pays-Bas       | Coupe du monde d'escalade        | Médaille d'or en bloc      |
| 2011  | Sheffield, Royaume-Uni    | Coupe du monde d'escalade        | Médaille d'or en bloc      |

| Année | Lieu         | Compétitions                         | Médaille      |
| ----- | ------------ | ------------------------------------ | ------------- |
| 2005  | Arco, Italie | Compétition international d'escalade | Médaille d'or |
| 2008  | Arco, Italie | Compétition international d'escalade | Médaille d'or |
| 2009  | Arco, Italie | Compétition international d'escalade | Médaille d'or |